# Tixtepec
Tixtepec är en ort i Mexiko.   Den ligger i kommunen Francisco Z. Mena och delstaten Puebla, i den sydöstra delen av landet, 200 km nordost om huvudstaden Mexico City. Tixtepec ligger 395 meter över havet och antalet invånare är 237.
Terrängen runt Tixtepec är kuperad söderut, men norrut är den platt. Tixtepec ligger uppe på en höjd. Runt Tixtepec är det ganska tätbefolkat, med 56 invånare per kvadratkilometer. Närmaste större samhälle är La Ceiba, 15,5 km väster om Tixtepec. Omgivningarna runt Tixtepec är en mosaik av jordbruksmark och naturlig växtlighet.